# گربه ماهی پیکتوس
گربه‌ماهی پیکتوس (نام علمی: Pimelodus pictus) که به نام گربه پیکتوس نیز شناخته می‌شود، یک گربه ماهی با اندازه کوچک (اندازهای در حدود ۱۱ سانتیمتر) عضوی از خانواده گربه ماهی‌های ریش دراز، بومی حوضه‌های رودخانه آمازون و اورینوکو است و معمولاً به عنوان حیوان خانگی در آکواریوم‌های آب شیرین نگهداری می‌شود. گربه ماهی پیکتوس گاهی در تجارت آکواریوم به اشتباه به عنوان گربه (Angelicus) نامگذاری می‌شود، اما نام دوم در واقع اشاره به یک گربه ماهی آفریقایی غیرمرتبط بنام گربه‌ماهی طاق‌باز خالدار از خانواده جیک‌ماهیان اشاره دارد.

## جزئیات
این ماهی‌ها شناگرهای فعالی هستند و مانند بسیاری از گربه‌ماهی‌ها، تغذیه‌کننده‌های کف و ماهی‌هایی شبگرد هستند. پیکتوس‌ها در دو شکل شناخته شده هستند. یک فرم دارای خال‌های بزرگ و یک فرم دارای خال‌های کوچک. از این دو، فقط آنهایی که دارای خال‌های بزرگ هستند معمولاً در تجارت آکواریوم دیده می‌شود. آنها به اندازه پیکتوس‌هایی که خال‌های کوچک دارند رشد نمی‌کند.
در اسارت، این ماهی‌ها آب سبک را ترجیح می‌دهند و همه چیزخوار هستند. گربه ماهی پیکتوس کرم‌های خونی، دل گاو، حشرات، سبزیجات و غذاهای آماده ماهی را می‌خورند. آنها همچنین بسته به اندازه‌شان، ماهی‌های بسیار کوچک مانند تتراهای نئون را می‌خورند. با وجود این، آنها به‌طور کلی غیر تهاجمی هستند و به ماهی‌های بیش از حد بزرگ برای خوردن آنها آسیبی نمی‌رسانند. از آنجائیکه این ماهی‌ها شناگرانی بسیار چابک و سریع هستند، برای نگهداری نیاز به یک آکواریوم بزرگ دارند. همچنین آنها قلمروطلب نیستند و می‌توانند با پیکتوس های دیگر نگهداری شوند. غیر از نیش خفیف سمی در ستون فقرات پشتی شان، آنها به‌طور کلی برای انسان بی‌ضرر هستند.